# Lobelville
La ville de Lobelville est située dans le comté de Perry, dans l’État du Tennessee, aux États-Unis. Sa population s’élevait à 897 habitants lors du recensement de 2010, estimée à 891 habitants en 2016.

## Source
- (en) Cet article est partiellement ou en totalité issu de l’article de Wikipédia en anglais intitulé « Lobelville, Tennessee » (voir la liste des auteurs).